# Elafina (proteina)
L'elafina, anche nota come peptidase inhibitor 3 o skin-derived antileukoprotease (SKALP), è una proteina che negli esseri umani è codificata dal gene PI3.

L'elafina è un inibitore specifico dell'elastasi. La sua struttura contiene un dominio WFDC (WAP-type four-disulfide core).

Livelli plasmatici alti di elafina sono correlati a prognosi infausta nei pazienti affetti da forme cutanee di Graft-versus-host disease (GVHD), ed è considerata tra vari candidati per un uso diffuso come biomarcatore della GVHD.